# Franc Bole (kmet)
Franc Bole, kmet, član organizacije TIGR in partizan, * 5. december 1903, Tomaj, † (?).

## Življene in delo
Končal je osnovno šolo v rojstnem kraju in kmetijski tečaj Justa Ušaja. Bil je najbolj aktiven v ilegalni protifašistični dejavnosti v Tomaju in na področju Krasa med Sežano in Štanjelom. Z Boletom so aktivno sodelovali v Tomaju Viktor Šonc, Stane Černe, v Gradnjah Jože Turk, Milan Grmek in v Avberju Ciril Grmek. Prepovedani ilegalni material so dobivali na Proseku, od koder so ga prenašali v Tomaj in ga razdeljevali po okoliških vaseh. Bole in Šonc sta v noči pred fašističnimi volitvami 24. marca 1929 v Dutovljah odstranila italijansko zastavo, jo pomazala z blatom in odvrgla v odtočni kanal. Istega leta sta v Dutovljah zažgala otroški vrtec, ki pa ni popolnoma pogorel. Bole je več let sodeloval pri organizaciji prehodov antifašistov preko državne meje iz Italije v Kraljevino Jugoslavijo. Bil je večkrat zaprt in v začetku leta 1941 tri mesece v konfiniran v Corropoli. Od začetka narodnoosvobodilne borbe je aktivno sodeloval v boju proti okupatorju. Kasneje pa je bil aktiven v Osvobodilni fronti. Opravljal je različne funkcije, poleg drugih je bil tajnik okrajnih rajonov občin Tomaj, Dutovlje, Avber in Repentabor. Po reorganizaciji rajonov je bil avgusta 1944 dodeljen okrožnemu odboru OF v Sežani. Po osvoboditvi je živel na svoji kmetiji v Tomaju ter opravljal naloge tajnika in predsednika Zveze borcev Tomaj ter predsednika kmetijske zadruge Tomaj.